# Kodidop
Kodidop, Babka Dni – wielka bogini-matka u Arawaków.